# Municipio de Bryan (condado de Boone)
El municipio de Bryan (en inglés: Bryan Township) es un municipio ubicado en el condado de Boone en el estado estadounidense de Arkansas. En el año 2010 tenía una población de 1018 habitantes y una densidad poblacional de 22,28 personas por km².

## Geografía
El municipio de Bryan se encuentra ubicado en las coordenadas 36°12′21″N 93°12′17″O / 36.20583, -93.20472. Según la Oficina del Censo de los Estados Unidos, el municipio tiene una superficie total de 45.68 km², de la cual 45,64 km² corresponden a tierra firme y (0,1 %) 0,05 km² es agua.

## Demografía
Según el censo de 2010, había 1018 personas residiendo en el municipio de Bryan. La densidad de población era de 22,28 hab./km². De los 1018 habitantes, el municipio de Bryan estaba compuesto por el 96,86 % blancos, el 0,1 % eran afroamericanos, el 0,59 % eran amerindios, el 0,39 % eran asiáticos, el 0,29 % eran de otras razas y el 1,77 % eran de una mezcla de razas. Del total de la población el 1,96 % eran hispanos o latinos de cualquier raza.